# KK Slavija Zagreb
Košarkaški klub Slavija je hrvatski košarkaški klub iz Zagreba.

## Povijest
Klub je sudjelovao u prvom prvenstvu socijalističke Jugoslavije 1946. godine. Po ostvarenom rezultatu bila je drugi najbolji hrvatski klub, iza Zadra. Zauzeli su 5. mjesto s četiri pobjede i tri poraza, kao i četvrtoplasirani Partizan.

## Poznati igrači
- Mladen Delić[2]